# Bleidistearat
Bleidistearat ist das Bleisalz der Stearinsäure (deshalb auch Bleiseife genannt).

## Gewinnung und Darstellung
Bleistearat kann durch Fällung aus wässriger Natriumstearatlösung mit Bleisalzen, wie Blei(II)-chlorid oder durch Erwärmen von Stearinsäure mit Bleiverbindungen, wie Blei(II)-oxid gewonnen werden.
{\displaystyle \mathrm {2\ C_{17}H_{35}COONa+PbCl_{2}\longrightarrow (C_{17}H_{35}COO)_{2}Pb+\ NaCl} }
{\displaystyle \mathrm {2\ C_{17}H_{35}COOH+PbO\longrightarrow (C_{17}H_{35}COO)_{2}Pb+\ H_{2}O} }

## Eigenschaften
Bleidistearat ist ein farbloses Pulver, welches praktisch unlöslich in Wasser ist.

## Verwendung
Bleidistearat wird als Stabilisator in PVC, als Schmiermittelzusatz sowie als Röntgenstrahlungsdetektormaterial verwendet.